# Rip Curl
Rip Curl är ett australiskt företag som grundades 1969 och tillverkar och marknadsför sportkläder och surfingkläder. Från början tillverkade företaget surfingbrädor och våtdräkter.